# Delfski voznik bojnega voza
Delfski voznik bojnega voza, henioh (grško Ηνίοχος, držati vajeti), je eden najbolj znanih kipov, ohranjenih iz antične Grčije, in eden najlepših antičnih bronastih kipov. Kip voznika bojnega voza v naravni velikosti (1,8 m) [1] je bil v letu 1896 najden v Apolonovem svetišču v Delfih v Grčiji. [2] Zdaj je v Arheološkem muzeju v Delfih.

## Ozadje
Kip je bil postavljen v Delfih leta 478 ali 474 pred našim štetjem v spomin na zmago moštva bojnega voza na pitijskih igrah, ki so bile v Delfih vsaka štiri leta v čast Apolona. Kip je bil prvotno del večje skupine skulptur, vključno z vozom, štirimi (morda šestimi) konji in dvema konjušnikoma. Nekatere dele konjev so našli s kipom. Ko je bila skupina še v celoti nedotaknjena, je bila ena najmogočnejših del v tedanjem svetu. Kip je bil postavljen v spomin na olimpijsko zmago Hierona, sina Dejnomena, ki je bil tiran v Sirakuzah. Toda darila ni poslal Hieron, ampak njegov sin Dejnomen. Onatas iz Ajgine je naredil voz, Kalamis pa konje na obeh straneh in jezdece na njih. 
Napis na apnenčasti podlagi kipa kaže, da je bil posvečen Poluzalu, tiranu iz Gele, grške kolonije na Siciliji, kot poklon Apolonu za pomoč pri zmagi na dirkah voz. Napis se glasi: [P] OLUZALOS MA nETHÊK [EN] ...] ON AES EUONUM Apoll [ON], ki v prevodu pomeni: "... Poluzal me posveti ... Naj uspeva, počaščen Apolon."
Sicilijanska mesta so bila zelo bogata v primerjavi z večino mest celinske Grčije in njihovi voditelji so si lahko privoščili najlepše daritve bogovom, tudi najboljše konje in voznike. Malo je verjetno, da je kip prišel s Sicilije. Ime kiparja ni znano, vendar po slogu verjamejo, da je bil kip narejen v Atenah. Podoben je Pirenejskemu Apolonu, za katerega je znano, da je atenskega izvora.

## Oblikovanje in popolnost
Večina antičnih bronastih kipov je bila pretopljena, a delfski voznik bojnega voza je preživel, ker je bil zakopan pod skalnim plazom v Delfih. Ker je bil bron pogosto oropan ali razjeden, je večina prostostoječih skulptur iz tega obdobja izgubljena. Nekatere, vključno voznika, so odkrili v 20. stoletju.  Čeprav je delfski voznik bojnega voza zadnji preostali bronasti kip iz Delfov, ima razstavljen kip podoben modrikast videz še po stoletju notranje izpostavljenosti. Spodnji del trupa še vedno ohranja modrikasto barvo.  Kip je skoraj nedotaknjen, le njegova leva podlaket in nekatere podrobnosti na glavi manjkajo, bakreni vložki na ustnicah, večina srebrnih trepalnic ter naglavni trak. Kip je eden redkih grških bronastih kipov z ohranjeno intarzijo steklenih oči. 
Grški bronasti kipi so bili uliti po delih in nato sestavljeni. Voznik je bil ulit s tehniko votlega litja s pomočjo izgubljenega voska v več delih:
- roki,
- nogi,
- spodnji del tunike,
- zgornji del plašča,
- glava.

Ko so odkrili kip, je bil v treh kosih: glava in zgornji del trupa, spodnji del trupa in desna roka. Oči, delno so izginile, so bile narejene iz stekla in kamna, obkrožene s trepalnicami, izrezanimi iz uničene kovine. Zobje so bili prevlečeni z isto kovino, ustnice so bile izdelane iz zlitine bakra kot trakovi tunike. Na desni roki je imel prstan, ki je bil nanjo privarjen. Na splošno je bila tehnika sestavljanja mešanica mehanske tehnike in varjenja.
Kip predstavlja zelo mladega človeka, kot je razvidno iz njegovih mehkih stranskih kodrov. Tako kot sodobni jezdeci so bili tekmovalci bojnih voz izbrani zaradi svoje lahkosti, biti pa so morali tudi visoki, pogosto so bili najstniki. Zdi se, da predstavlja najstnika iz plemiške družine tistega časa. Kot vemo, so aristokratski dirkači izbrali svoje voznike iz slavne plemiške družine. Voznik bojnega voza nosi običajno dolgo tuniko (histin), ki sega do gležnjev. Širok pas zategne tuniko visoko nad pasom, druga dva pasova pa kot naramnici segata čez ramena, sta pod orožjem in prekrižana na hrbtu. To je analav, ki drži široko oblačilo v vetru med dirko. Globoke vertikalne gube v spodnjem delu tunike poudarjajo trdno držo voznika in spominjajo na gube v volutah v jonskem stebru. Na zgornjem delu telesa so gube valovite, diagonalne ali ukrivljene. To nasprotje pri oblačilu je sledilo tudi kontrapostični drži telesa, tako da kip ne kaže nobene togosti, videti je v gibanju in skoraj resničen. Obrnjen je s postopnim prehodom na desno stran, ki se začne s trdno držo nog in napreduje zaporedno skozi telo mimo bokov, prsnega koša in glave, da se konča pri pogledu. Razprostrte roke držijo vajeti z dolgimi in tankimi prsti – skupaj z vajetmi – valjast predmet, jahalni bič. Delfski voznik bojnega voza ni prikazan med dirko, saj bi bilo njegovo gibanje bolj poudarjeno, ampak na koncu dirke, po zmagi, ko je bil miren in poln veselja in je naredil zmagovalni krog na hipodromu. Njegove privlačne oči spominjajo na klasično dobo etosa in ravnotežja. Njegovo gibanje ni trenutno, temveč večno. Kljub veliki zmagi ni krikov, ampak mirna notranja moč. Obraz in telo nimata značilnosti ošabnosti, ampak mirne samozavesti. 
Za to obdobje je nenavadno, da je delfski voznik bojnega voza oblečen od glave do pete. Večina športnikov, ki je takrat tekmovala, je bila upodobljena gola. Mladenič je bil gotovo nižjega statusa od svojega gospodarja Polizala. Honour in Fleming razmišljata, da bi lahko bil suženj in da ni bilo primerno, da bi ga prikazali golega.

## Slog
Slogovno je delfski voznik bojnega voza opredeljen kot "zgodnja klasična" ali "resna" umetnost . Kip je bolj naturalističen od kurosa arhaičnega obdobja, vendar je drža še vedno zelo toga v primerjavi s poznejšimi deli klasičnega obdobja. Odklon od arhaičnega sloga je, da je glava rahlo nagnjena na eno stran. Naturalistično delovanje njegovih nog je bilo zelo občudovano v antičnih časih.

## Delfska halja
Približno leta 1907, deset let po odkritju kipa, je Mariano Fortuny y Madrazo (1871–1949), španski umetnik oblikovalec, ki je delal v Benetkah, ustvaril fino nagubano svileno obleko, ki se je imenovala po tem kipu delfska obleka in je zelo podobna obleki na kipu.  Te obleke so bile zelo pomembni kosi oblačil v začetku 20. stoletja in edina modna oblačila v zbirki Muzeja moderne umetnosti v New Yorku. 

## Galerija
- Detajl glave prikazuje vstavljene oči
- Fragmenti in risba voznika
- Detajl glave in roke
- Pogled na voznika od zadaj
- Položaj v muzeju